# シティ・オブ・バンクスタウン
シティ・オブ・バンクスタウン（City of Bankstown）は、オーストラリアにかつてあったニューサウスウェールズ州の地方公共団体。2016年5月12日、シティ・オブ・カンタベリーと合併し、カンタベリー＝バンクスタウン・カウンシルとなった。

## 概要
市の中心に当たるバンクスタウンはシドニー中心業務地区（CBD）の南西20キロメートルに位置する。
2006年、ニューサウスウェールズ州政府は、シティ・オブ・バンクスタウンをシドニー都市圏南西部の「主要都心」と位置づけた。また、市内にあるバンクスタウン空港を「特別な空港」に、メルボルンへ至るヒューム・ハイウェイを「潜在的な交通回廊」と位置づけた。
市の北西部から南にプロスペクト川が流れており、チッピンク・ノートン湖で、ジョージズ川と合流する。プロスペクト川は、シティ・オブ・フェアフィールドと境界を形成する。ジョージズ川は、その後、南に流れ、蛇行を繰り返しながら、ソルト・パン川と合流する。ジョージズ川は、サザランド・シャイアとの境界線を形成する。市の東部を流れるソルト・パン川は、市域内のサバーブであるマウント・ルイスに源を持ち、ジョージズ川に向かって、南へと流れる川であり、シティ・オブ・カンタベリー及びシティ・オブ・ハーストヴィルとの境界線を形成する。
シティ・オブ・バンクスタウンは、それ以外にも北西側から北東側にかけて、それぞれ、シティ・オブ・パラマッタ、オーバーン・シティ、ミュニシパリティ・オブ・ストラスフィールドと接する。

## 地理
市の南部には、シドニー環状線を形成する高速道路であるサウス・ウェスタン・ハイウェイ M5と空港・イースト・ヒルズ線（T2）が横断し、パドストウ駅、レヴスビー駅、パラニア駅、イースト・ヒルズ駅の4駅が空港・イースト・ヒルズ線に属する。
また、市内の中南部から北西に向けてバンクスタウン線（T3）が横断する。パンチボウル駅、バンクスタウン駅、ヤグーナ駅、セフトン駅、チェスター・ヒル駅、ライトンフィールド駅がある。バンクスタウン駅は、シティ・オブ・バンクスタウンの中心駅である。加えて、バーロン駅からは、バンクスタウン線の支線が分岐する。
市内には、3本の滑走路を持つバンクスタウン空港がある。バンクスタウン空港は、第二次世界大戦前夜の1940年に建設が開始され、戦中は、アメリカ陸軍航空軍の拠点として使用されてきた実績を持つ。

## 構成サバーブ
シティ・オブ・バンクスタウンは、以下のサバーブで構成される。
| サバーブ名           | サバーブ名英語表記 | 郵便番号 | 画像 | 画像説明                                 | 備考                                                                                     |
| -------------------- | ------------------ | -------- | ---- | ---------------------------------------- | ---------------------------------------------------------------------------------------- |
| バンクスタウン       | Bankstown          | 2200     |      | タウン・ホール                           |                                                                                          |
| バンクスタウン空港   | Bankstown Airdome  | --       |      | バンクスタウン空港滑走路（空撮）         |                                                                                          |
| バス・ヒル           | Bass Hill          | 2197     |      | バス・ヒル・ドライブイン・シネマ         |                                                                                          |
| バーロン             | Birrong            | 2143     |      | オーバーン・ロードの風景                 |                                                                                          |
| チェスター・ヒル     | Chester Hill       | 2162     |      | ヌーゲント公園                           | シティ・オブ・パラマッタとまたがる。                                                     |
| チュロラ             | Chullora           | 2190     |      | チュロラ・リサイクリング・センター       | ミュニシパリティ・オブ・ストラスフィールドとまたがる。                                   |
| コンデル・パーク     | Condell Park       | 2200     |      | コンデル・パーク・ショッピングセンター   |                                                                                          |
| イースト・ヒルズ     | East Hills         | 2213     |      | マックローリン通り                       |                                                                                          |
| ジョージズ・ホール   | Georges Halls      | 2198     |      | ギラワルナ湖                             |                                                                                          |
| グリーンエーカー     | Greenarce          | 2190     |      | マレク・ファフド・イスラミック・スクール | ミュニシパリティ・オブ・ストラスフィールドとまたがる。                                   |
| ランズダウン         | Lansdowne          | 2163     |      | ランズダウン橋                           |                                                                                          |
| ライトンフィールド   | Leightonfield      | 2163     |      |                                          |                                                                                          |
| ミルペラ             | Milperra           | 2214     |      | ディープウォーター公園                   |                                                                                          |
| マウント・ルイス     | Mount Lewis        | 2200     |      | マウント・ルイス自然保護区               |                                                                                          |
| パドストウ           | Padstow            | 2211     |      | パドストウ戦争記念碑                     |                                                                                          |
| パドストウ・ハイツ   | Padstow Heights    |          |      | ヘンリー・ケンドール通り                 |                                                                                          |
| パナニア             | Panania            | 2213     |      | 聖クリストファー・カトリック教会         |                                                                                          |
| ピクニック・ポイント | Picnic Point       | 2213     |      | イェランバ・ラグーン                     |                                                                                          |
| ポッツ・ヒル         | Potts Hill         | 2143     |      | ポッツ・ヒル・ブッシュランド             |                                                                                          |
| レヴスビー           | Revesby            | 2212     |      | マルコ通り                               |                                                                                          |
| レヴスビー・ハイツ   | Revesby Heights    | 2212     |      | ネプチューン公園                         |                                                                                          |
| セフトン             | Sefton             | 2162     |      | カーリングフォード通り                   |                                                                                          |
| ヴィラウッド         | Villawood          | 2163     |      |                                          | サバーブを南北に横断するウッドヴィル通りの東側。西側は、シティ・オブ・フェアフィールド。 |
| ヤグーナ             | Yagoona            | 2199     |      | ヤグーナ駅                               |                                                                                          |

## 議会
シティ・オブ・バンクスタウンの議会は、12人によって構成される。任期は4年。選挙区は4つ。市長は、選挙後最初の市議会で、市議会議員の中から投票で選出される。最新の議会選挙は、2012年9月8日に実施された。無所属7議席、オーストラリア労働党が7議席、オーストラリア自由党が4議席、諸派が1議席を獲得した。市長は、オーストラリア労働党のKhal Asfour。